# Platsnuitkevers
De platsnuitkevers of platsnuitschorskevers (Salpingidae) zijn een keverfamilie in de onderorde Polyphaga. De familie omvat ongeveer 45 geslachten en 300 soorten.
Platsnuitkevers zijn zo'n 1,5–7 mm lang. Ze zijn overal ter wereld te vinden.

## In Nederland waargenomen soorten
- Genus: Aglenus
  - Aglenus brunneus
- Genus: Lissodema
  - Lissodema cursor
  - Lissodema denticolle
- Genus: Rabocerus
  - Rabocerus gabrieli
- Genus: Salpingus
  - Salpingus planirostris
  - Salpingus ruficollis
- Genus: Sphaeriestes
  - Sphaeriestes castaneus
  - Sphaeriestes reyi
  - Sphaeriestes stockmanni
- Genus: Vincenzellus
  - Vincenzellus ruficollis